# Norma (petrografia)
La norma è un elenco di minerali, espressi in percentuale in peso sul totale della roccia, che rappresenta la composizione ideale di una roccia. Si ottiene combinando gli ossidi che compongono l'analisi chimica di una roccia in una serie di minerali anidri, denominati costituenti normativi. Si ipotizza che gli ossidi dell'analisi chimica si combinino tra loro secondo una rigida sequenza temporale che, nell'intenzione degli inventori, doveva rappresentare l'ordine in cui cristallizzano i minerali nella maggior parte dei magmi. La procedura geochimica per il calcolo della norma, piuttosto complessa, fu sviluppata agli inizi del '900 dai petrologi statunitensi W. Cross, J.P. Iddings, L.V. Pirsson e dal geochimico H.W. Washington e dalle loro iniziali essa ha preso il nome di norma C.I.P.W.
La norma fornisce una base per confrontare e classificare rocce diverse indipendentemente dalla loro reale composizione mineralogica (detta moda), che in molte rocce magmatiche vulcaniche spesso rappresenta solo una minima parte della roccia totale, essendo queste formate in gran parte da vetro vulcanico non cristallizzato.

## Metodologia
Rocce con la stessa composizione chimica possono sviluppare una moda diversa se cristallizzano in condizioni contrastanti di pressione totale (Ptot) e pressione parziale dell'acqua (PH2O). Il calcolo della norma CIPW elimina tali effetti, permettendo un confronto tra diverse rocce basato su minerali ideali controllati esclusivamente dalla composizione chimica originale del magma.
Per ottenere ciò, nel calcolo geochimico della norma vengono imposte 4 restrizioni:
1. Si assume che il magma cristallizzi in condizioni anidre, dimodoché non si formano minerali idrati, come anfiboli e miche
2. Si assume che i minerali ferromagnesiaci siano liberi da Al2O3
3. Si assume che il rapporto Fe/Mg sia uguale per tutti i minerali ferromagnesiaci
4. Si assume che alcuni minerali siano incompatibili, così, ad esempio, in presenza di nefelina o olivina non si può formare quarzo.

I calcoli sono effettuati su base molecolare, quindi le percentuali in peso degli ossidi delle analisi sono convertite in moli. La procedura, qui notevolmente semplificata per motivi di chiarezza, è la seguente:
- MnO va sommato con FeO
- per prima cosa vengono allocate le moli di CaO e FeO stechiometricamente necessarie per formare rispettivamente apatite normativa (3,3 CaO • P2O5) con P2O5 e ilmenite normativa (FeO • TiO2) con TiO2.
- Il passo successivo è l'allocazione della silice (SiO2) nei vari minerali normativi. Prima si combina una parte della silice con gli ossidi di alluminio, sodio, potassio e calcio per formare i feldspati normativi (nella sequenza anortite, albite, ortoclasio). Alla fine gli eventuali eccessi di Al2O3, K2O vengono utilizzati per formare corindone e metasilicato di potassio normativi, mentre l'eventuale eccesso di titanio (TiO2) viene combinato con parte del calcio in eccesso dopo la formazione di anortite per dare titanite normativa ed eventualmente rutilo normativo se il calcio non basta.
- La silice restante si combina con gli ossidi di ferro e magnesio per formare i pirosseni normativi iperstene e diopside (se presente ancora un eccesso di CaO).
- Infine, solo se restano ancora moli disponibili di silice, queste sono convertite in quarzo normativo. In presenza di quarzo libero, la roccia è definita sovrassatura in silice. Se non compare quarzo libero e tutta la silice è combinata con i feldspati e i pirosseni, la roccia è satura in silice.
- Se non c'è sufficiente silice per formare il pirosseno, una parte di questa viene assegnata all'olivina normativa, che ne contiene la metà. Se la silice disponibile è ancora minore, una parte di albite viene convertita in nefelina, che ha un terzo della silice dell'albite e cosi via fino alla completa ridistribuzione della silice in minerali via via meno ricchi di silice. Quando la silice disponibile non è completamente assegnabile a pirosseni e feldspati, la roccia è considerata sottosatura in silice.
- alla fine dei calcoli, tutti i valori molari sono riconvertiti in percentuali in peso dei minerali normativi.

## Rappresentazione della norma
La composizione normativa di una roccia si esprime usando delle abbreviazioni standard, scritte in corsivo, dei nomi dei costituenti normativi, che sono principalmente i seguenti minerali:
quarzo (Q); corindone(C); ortoclasio (Or); albite (Ab); anortite (An); leucite (Lc); nefelina (Ne); wollastonite (Wo); diopside (Di), enstatite (En); iperstene (Hy); olivina (Ol); ilmenite (Il); magnetite (Mt); e apatite (Ap). Altri minerali normativi presenti in un numero limitato di rocce sono l'acmite (Ac), il metasilicato di Sodio (Ns), il metasilicato di potassio (Ks), la titanite (Tn), l'ematite (Hm), la kaliofilite (Kp), la perovskite (Pf) e il rutilo (Ru).
Ecco come si esprime, per esempio, la norma di una trachiandesite:
- Or 19.00
- Ab 36.80
- An 16.58
- Lc 13.57
- Ne 2.23
- Di 3.95
- Hy 6.06
- Ol 8.28
- Mt 4.73
- Il 2.07
- Ap 0.97